# لوک امباسی
لوک امباسی (انگلیسی: Luc Mbassi؛ ۱۹۵۷ – ۸ اکتبر ۲۰۱۶) بازیکن فوتبال اهل کامرون بود.
وی همچنین در تیم ملی فوتبال کامرون بازی کرده است.